# یواس‌اس ال‌اس‌تی-۸۸۴
یواس‌اس ال‌اس‌تی-۸۸۴ (به انگلیسی: USS LST-884) یک کشتی بود که طول آن ۳۲۸ فوت (۱۰۰ متر) بود. این کشتی در سال ۱۹۴۴ ساخته شد.